# Ignazio Abate
Ignazio Abate (født 12. november 1986 i Sant'Agata de' Goti) er en italiensk fodboldspiller som spiller for AC Milan i Serie A, som primært spiller som højre back.

## Karriere

### Klub
Abate startede karrieren i juniorafdelingen til Milan i 2003. Han spillede aldrig nogen kampe i Serie A, men én i både Champions League og Coppa Italia, mod Celta Vigo og Sampdoria. 
I 2004 blev han lånt ud til Napoli, som dengang spillede i Serie C1. Han imponerede stort, og blev lidt i Serie A. Han blev senere udlånt til Serie B-holdet Piacenza. Året efter blev han lånt ud til Serie B-klubben,Modena. Han spillede i alle kampe i serien, hvilket førte ham tilbage til Serie A, denne gang med Empoli under delejerskab med Milan. 